# Microneta formicaria
Microneta formicaria är en spindelart som beskrevs av Balogh 1938. Microneta formicaria ingår i släktet Microneta och familjen täckvävarspindlar. Inga underarter finns listade i Catalogue of Life.